# Daniel I (ormiański patriarcha Konstantynopola)
Daniel I (ur. ?, zm. ?) – w latach 1799–1800 57. ormiański Patriarcha Konstantynopola.